# 各務原市立中央中学校
各務原市立中央中学校（かかみがはらしりつ ちゅうおうちゅうがっこう）は、岐阜県各務原市各務西町4丁目にある公立中学校。

## 概要
- 中央小学校の東に隣接する。
- 福島県相馬郡飯舘村の飯舘村立いいたて希望の里学園と交流が深い。

## 沿革
- 1979年（昭和54年） - 開校。生徒は各務原市立蘇原中学校、各務原市立鵜沼中学校からの編入。
- 1980年（昭和55年） - 校歌制定。
- 1982年（昭和57年） - 校舎完成。
- 2006年（平成18年） - 肢体不自由学級を設置。
- 2012年（平成24年）2月 - 飯舘村立飯舘中学校にパソコンを送る。これをきっかけに飯舘中学校の交流が始まる。

## 生徒会
- 生徒会執行部
  - 議会

専門委員会
- 学習
- 生活向上
- 美化
- 給食
- 合唱(現在は新型コロナウイルスのため休止中)
- 福祉
- 保健
- 放送
- 図書

## 部活動
| 運動系 - 野球部 - サッカー部 - 陸上部 - バレーボール部 - バスケットボール部 - ソフトテニス部 - バドミントン部 - ホッケー部 - ハンドボール部 - 卓球部 - 水泳部 - 剣道部 | 文化系 - 美術部 - パソコン部 - 吹奏楽部 |

## 進学前小学校
- 鵜沼第二小学校[1]
- 陵南小学校[1]
- 中央小学校[1]

## 周辺施設
- 各務原警察署
- 東海中央病院
- 各務原市民会館
- 各務原市立中央小学校
- 航空自衛隊 岐阜基地

## 交通機関

### JR
- 高山本線蘇原駅より徒歩25分。

### 名古屋鉄道
- 各務原線三柿野駅より徒歩25分。

### 岐阜バス
- JR岐阜駅バスターミナル（岐阜駅北口）13番のりばより尾崎団地線「三柿野駅」行き、「各務原市民会館前」バス停より徒歩8分。
- 名鉄岐阜のりば（名鉄岐阜駅西）6番のりばより尾崎団地線「三柿野駅」行き、「各務原市民会館前」バス停より徒歩8分。

### 各務原市ふれあいバス
- 各路線で「各務原市民会館前」バス停より徒歩8分。

## その他
- この学校が建っている場所は、かつて赤星山（あかぼしやま）という山であった。山頂であった北舎の屋上には三角点(点名:各務山)がある。周辺には太平洋戦争時、陸軍各務原飛行場、及び川崎重工などの軍需工場があり、赤星山にもたくさんの防空壕が存在したが、1945年（昭和20年）6月22日の各務原空襲の際1t爆弾の直撃を受け、多くの犠牲者がでた。